# By Request (album)
By Request – album studyjny amerykańskiego piosenkarza Perry’ego Como wydany we wrześniu 1962 roku przez wytwórnię RCA Victor. Jest to dziewiąty długogrający album Como wydany w formacie 12-calowej płyty LP. Został nagrany podczas czterech sesji nagraniowych: 8, 14, 21 i 26 czerwca 1962 roku w Webster Hall w Nowym Jorku.

## Lista utworów

### Strona pierwsza
1. „Maria”
2. „Lollipops and Roses”
3. „The Sweetest Sounds”
4. „More than Likely”
5. „Moonglow and Theme from Picnic”
6. „My Favorite Things”

### Strona druga
1. „Once Upon a Time”
2. „Can’t Help Falling In Love”
3. „What's New ?”
4. „Somebody Cares”
5. „I’ll Remember April”
6. „Moon River”